# ژیلینو (سرزمین آلتای)
ژیلینو (به لاتین: Zhilino) یک منطقهٔ مسکونی در روسیه است که در سرزمین آلتای واقع شده‌است.